# Epsilonoides litus
Epsilonoides litus är en rundmaskart som beskrevs av Steiner 1931. Epsilonoides litus ingår i släktet Epsilonoides och familjen Epsilonematidae. Inga underarter finns listade i Catalogue of Life.